# Alice Mabota
Maria Alice Mabota, née le 8 avril 1949 à Lourenço Marques (Afrique orientale portugaise) et morte le 12 octobre 2023 en Afrique du Sud, est une militante mozambicaine des droits de l'homme et la présidente de la Ligue des droits de l'homme du Mozambique.

## Biographie
Originaire du Mozambique, Maria Alice Mabota est née dans la mission Missão José de l'actuel hôpital Geral José Macamo. Les familles dites «autochtones» de cette région, à l'instar de la famille Mabota, n'enregistrent pas leurs enfants immédiatement à la naissance. Pour cette raison, son âge est estimé en comparaison de sa physionomie avec d'autres enfants nés à la même période.
Alice Mabota habite occasionnellement avec son père à Machava. Elle intègre l'école primaire de la mission Missão de São Roque à Matutuíne. Cependant, avec le statut « autochtone », elle ne peut terminer ses études primaires. La jeune fille vit parfois avec son oncle à Catembe. Elle est baptisée en 1966. Entre 1967 et 1968, la mère d'Alice Mabota, issue de la clandestinité sud-africaine, rejoint le Front de libération du Mozambique (FRELIMO). Celle-ci l'encourage fortement à reprendre ses études. La jeune fille se rend au lycée le soir, et travaille la journée comme femme de ménage pour diverses institutions. 
En 1973, Alice Mabota travaille à l'Instituto de Investigação Agronómica de l'Autorité coloniale de l'agriculture. Elle quitte cet emploi en 1980, en raison de différends personnels. La même année, elle refuse une offre d'emploi du service secret mozambicain, au Serviços de Informação e Segurança do Estado (SISE).
En parallèle, elle achève sa septième année à l'école secondaire Francisco Manyanga et sa neuvième année à l'école secondaire Josina Machel, dans le centre de Maputo. Elle obtient alors son accès à l'enseignement supérieur, mais ne peut se résoudre à étudier la médecine puisqu'elle ne voulait voir aucun cadavre, ni les relations internationales puisqu'elle ne parlait ni l'anglais ni le français. Alice Mabota enseigne le Portugais au lycée Francisco Manyanga. Plus tard, elle intègre la Patrocínio e Assistência Jurídica (IPAJ), l'Administration des biens immobiliers de l'État et l'Administration du parc immobilier supérieur (APIE).
En 2014, Alice Mabota a temporairement envisagé de se présenter à l'élection présidentielle du Mozambique, avant de se retirer.

## Fondation de la Ligue des droits de l'homme
En 1993, Alice Mabota assiste à la Conférence mondiale sur les droits de l'homme, un événement qui marque son engagement militant. De retour à Vienne en 1995, avec d'autres activistes et intellectuels mozambicains, elle fonde la Ligue des citoyens humanitaires, en anglais la Human Rights League, sur le modèle du groupement initié par la Guinée-Bissau,. 
Depuis lors, Alice Mabota préside la Ligue des droits de l'homme. Elle s'affirme comme l'une des voix les plus populaires de la société civile du Mozambique,. Elle critique notamment la polarisation croissante de la politique mozambicaine entre le Front de libération du Mozambique (FRELIMO) et la Résistance nationale du Mozambique (RENAMO). La Ligue des droits de l'homme s'associe à d'autres organisations de la société civile mozambicaine, afin d'organiser différentes marches de protestation pour la paix, l'égalité et contre la corruption dans la capitale mozambicaine,. Au cours de cette opération, elle a reçu de nombreuses menaces de mort et des insultes publiques, attribuées à l'aile radicale du FRELIMO. La police criminelle mozambicaine l'a également interrogée, et accusée de diffamation présidentielle,,. 

## Reconnaissance
En 2010, Alice Mabota est lauréate du prix International Women of Courage, parrainé par le gouvernement des États-Unis.

## Mort
Alice Mabota est morte le 12 octobre 2023 à l'âge de 74 ans.